# 安東能明
安東 能明（あんどう よしあき、1956年 -）は、日本の小説家・推理作家。

## 経歴
静岡県天竜市二俣町（現・浜松市天竜区二俣町）生まれ。静岡県立二俣高等学校、明治大学政治経済学部卒業 。浜松市役所に勤務する傍ら執筆を続け、1994年、「褐色の標的」で日本推理サスペンス大賞受賞（『死が舞い降りた』として刊行）。代理ミュンヒハウゼン症候群をテーマとした『鬼子母神』を書き上げた後、市役所を退職し専業作家となる。2000年、『鬼子母神』でホラーサスペンス大賞特別賞、2010年「随監」で日本推理作家協会賞短篇部門受賞。

## 作品リスト

### 柴崎令司シリーズ
- 撃てない警官（2010年10月 新潮社 / 2013年6月 新潮文庫）
  - 収録作品：撃てない警官 / 孤独の帯 / 第3室12号の囁き / 片識 / 内通者 / 随監 / 抱かれぬ子
- 出署せず（2014年7月 新潮文庫）
  - 収録作品：折れた刃 / 逃亡者 / 息子殺し / 夜の王 / 出署せず
- 伴連れ（2016年5月 新潮文庫）
  - 収録作品：掏られた刑事 / 墜ちた者 / Mの行方 / 脈の制動 / 伴連れ
- 広域指定（2016年9月 新潮文庫）
- 総力捜査（2018年1月 新潮文庫）
  - 収録作品：罰俸 / 秒差の本命 / 歪みの連鎖 / 独り心中 / 総力捜査

### 生活安全特捜隊シリーズ
- 聖域捜査（2010年12月 集英社文庫 / 2021年8月 祥伝社文庫）
- 境界捜査（2012年3月 集英社文庫 / 2022年1月 祥伝社文庫）
  - 収録作品：空室の訪問者 / 崖の葬列 / ペドファイル / ねむり銃
- 伏流捜査（2013年4月 集英社文庫）
  - 収録作品：ヒップ・キング / 稲荷の伝言

### 疋田務シリーズ
- 限界捜査（2013年10月 祥伝社 / 2016年3月 祥伝社文庫）
- 侵食捜査（2014年10月 祥伝社 / 2016年9月 祥伝社文庫）
- 彷徨捜査 赤羽中央署生活安全課（2018年6月 祥伝社文庫）

### CAドラゴンシリーズ
- CAドラゴン（2014年8月 中公文庫）
- 着底す CAドラゴン2（2014年12月 中公文庫）
- 12オクロック・ハイ―警視庁捜査一課特殊班（2012年4月 中央公論新社）
  - 【改題】破網 CAドラゴン3（2015年3月 中公文庫）

### 夜の署長シリーズ
- 夜の署長（2017年3月 文春文庫）
- 夜の署長2 密売者（2019年11月 文春文庫）

### 第II捜査官シリーズ
- 第II捜査官（2013年9月 徳間書店 / 2015年7月 徳間文庫）
- 虹の不在 第II捜査官（2017年2月 徳間文庫）
  - 収録作品：死の初速 / 小菊の客 / 掟破り / 虹の不在
- 凍える火 第II捜査官（2020年3月 徳間文庫）

### その他
- 死が舞い降りた（1995年1月 新潮社）
- 鬼子母神（2001年2月 幻冬舎 / 2003年10月 幻冬舎文庫）
- 漂流トラック（2001年10月 新潮社）
- 15秒（2002年8月 幻冬舎）
- 幻の少女（2003年8月 双葉社）
- 強奪箱根駅伝（2003年10月 新潮社 / 2006年12月 新潮文庫）
- ポセイドンの涙（2005年7月 幻冬舎）
  - 【改題】水没―青函トンネル殺人事件（2007年12月 幻冬舎文庫）
- 螺旋宮（2005年11月 徳間書店 / 2015年11月 徳間文庫）
- アドニスの帰還（2007年9月 双葉社）
- 予知絵（2009年7月 角川ホラー文庫）
  - 【改題】死紋調査（2019年7月 角川文庫）
- 殺人予告（2010年9月 朝日文庫 / 2018年5月 朝日文庫）
- 潜行捜査 一対一〇〇（2010年9月 双葉社）
- ソウル行最終便（2016年4月 祥伝社 / 2018年3月 祥伝社文庫）
- ゼンカン 警視庁捜査一課・第一特殊班（2016年10月 幻冬舎文庫）
- 女形警部 築地署捜査技能伝承官・村山仙之助（2019年4月 実業之日本社文庫）
- 頂上捜査（2019年9月 KADOKAWA / 2022年1月 角川文庫）
- 消えた警官（2020年2月 新潮文庫）
- 蚕の王（2021年11月 中央公論新社）
- 突破屋 警視庁捜査二課・五来太郎（2023年4月 潮文庫）

### アンソロジー
「」内が安東能明の作品
- 短篇ベストコレクション―現代の小説〈2003〉（2003年6月 徳間文庫）「夜汽車」
- ああ、腹立つ（2004年9月 新潮文庫）「地球は一つ」
- ザ・ベストミステリーズ 2010 推理小説年鑑（2010年7月 講談社）「随監」
  - 【分冊・改題】BORDER 善と悪の境界 ミステリー傑作選（2013年11月 講談社文庫）
- 現場に臨め（2010年10月 光文社カッパ・ノベルス / 2014年4月 光文社文庫）「撃てない警官」
- 地を這う捜査 「読楽」警察小説アンソロジー（2015年12月 徳間文庫）「密室の戦犯」
- 矜持 警察小説傑作選（2021年1月 PHP文芸文庫）「死の初速」

## 映像化作品

### テレビドラマ
テレビ朝日系
- 土曜ワイド劇場
  - 鬼子母神（2001年11月3日、主演：黒木瞳）
  - 殺人予告（2011年1月29日、主演：椎名桔平）
  - セイアン〜生活安全特捜隊（2014年11月29日、主演：村上弘明、原作：聖域捜査）

WOWOW
- 連続ドラマW
  - 撃てない警官（2016年1月10日 - 2月7日、全5話、主演：田辺誠一）